# Дворец на дожите (Венеция)
Вижте пояснителната страница за други значения на Дворец на дожите.
Дворецът на дожите (на италиански: Palazzo Ducale) е дворец във Венеция, построен в готически стил. Разположен е на брега на Венецианската лагуна, между нея и базиликата Сан Марко, в близост до пиаца Сан Марко. В миналото дворецът е бил резиденция на дожите.
Строителството на сградата продължава от 1309 до 1424 година, вероятно по проект на Филипо Календарио.
Две от колоните на двореца са оцветени в неестествено червено. Според легендата са оцветени така, защото в миналото там са размазвали кръвта на тези, които са били обесени.